# 庫佩利
51°26′3″N 27°34′12″E / 51.43417°N 27.57000°E
庫佩利（烏克蘭語：Купель），是烏克蘭西北部的村莊，隸屬里夫內州的薩爾內區。該村始建於1640年，面積52.3平方公里，海拔高度160米，2001年人口402，人口密度每平方公里7.7人。